# Mikael Aksnes-Pehrson
Mikael Aksnes-Pehrson (17 januari 1998) is een Noors stem-, musical- en televisieacteur. Hij heeft een negental films ingesproken, waaronder de Noorse versies van ParaNorman (2012), Surf's Up (2007), Mr. Popper's Penguins (2011), Meet the Robinsons (2007) en Dolphin Tale (2011). Aksnes-Pehrson speelde ook in twee musicals in het Oslo Nye Teater. Dit waren Les Misérables in 2009 en Postkort fra Lillebjørn in 2012.
In 2012 en 2013 speelde Aksnes Pehrson de rol van Jonas Haugli in acht van de 16 afleveringen van de televisieserie Lilyhammer.